# Lishui
Lishui (em chinês:  丽水) é uma cidade-prefeitura localizada na parte sudoeste da Província de Chequião na República Popular da China. 

## Geografia
Lishui está situada no sudoeste de Zhejiang, a cerca de 300 quilômetros de Hangzhou, a capital da província. A Prefeitura de Lishui cobre uma área de 17.300 quilômetros quadrados e tem uma população de 2,5 milhões de habitantes.
Entre as montanhas da região é destaque o Monte Wuyi que alcança uma altura de 650 m e foi classificado como Patrimônio Mundial. os picos da área ultrapassam os 1000 m, sendo o mais alto o Huangmaojian (黄茅 尖) tem 1929 m.

## Estrutura administrativa
A da região é dividida em duas cidades, sendo uma delas sede do governo da região, 6 condados e 1 condado autônomo:
| Mapa | Mapa                             | Mapa           | Mapa                     |
| --- | -------------------------------- | -------------- | ------------------------ |
| Distrito de Liandu (cidade) Condado de Qingtian Condado de Jinyun Condado de Suichang Condado de Songyang Condado de Yunhe Condado de Qingyuan Condado autônomo de Jingning She Longquan (cidade) |                                  |                |                          |
| № | Subdivisão                       | Hanzi          | Pinyin                   |
| 1 | Distrito de Liandu               | 莲都区         | Liándū Qū                |
| 2 | Longquan                         | 龙泉市         | Lóngquán Shì             |
| 3 | Condado de Jinyun                | 缙云县         | Jìnyún Xiàn              |
| 4 | Condado de Qingtian              | 青田县         | Qīngtián Xiàn            |
| 5 | Condado de Yunhe                 | 云和县         | Yúnhé Xiàn               |
| 6 | Condado de Suichang              | 遂昌县         | Suìchāng Xiàn            |
| 7 | Condado de Songyang              | 松阳县         | Sōngyáng Xiàn            |
| 8 | Condado de Qingyuan              | 庆元县         | Qìngyuán Xiàn            |
| 9 | Condado autônomo de Jingning She | 景宁畲族自治县 | Jǐngníng Shēzú Zìzhìxiàn |